# Liquido ritardante

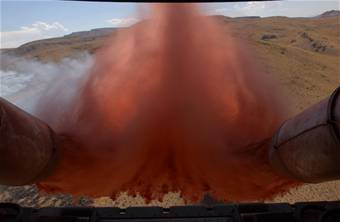
Un C-130 della Guardia Nazionale rilascia una grande quantità di liquido ritardante.

Il liquido ritardante è una sostanza che serve a rallentare e a prevenire processi di combustione. Sostanze di questo tipo vengono tipicamente utilizzate per contrastare incendi di grandi dimensioni.  Per comprendere a pieno l'importanza di queste sostanze, sia dal punto di vista economico per l'industria chimica, che per la loro utilità nel contrastare gli incendi, basti pensare che, nei soli Stati Uniti, più di 400 000 abitazioni subiscono ogni anno danni ingenti provocati dal fuoco per un valore complessivo del danno di non meno di sette miliardi di dollari e che in buona parte di questi interventi i vigili del fuoco utilizzano liquidi ritardanti per contrastare l'espandersi delle fiamme.

## Come funzionano i liquidi ritardanti
In genere i liquidi ritardanti riducono l'infiammabilità dei materiali esposti a fonti di calore, evitando l'espandersi delle fiamme o dando luogo a reazioni chimiche che contrastano il processo di combustione.

### Dal punto di vista fisico
Ci sono vari modi con i quali un liquido ritardante può contrastare le fiamme:
- per raffreddamento: alcune reazioni chimiche danno luogo ad un processo endotermico che sottrae calore dalla superficie
- formando uno strato in grado di proteggere il materiale dal calore
- rilasciando acqua o biossido di carbonio che soffoca le fiamme e riduce la quantità di radicali liberi

Un composto tipicamente utilizzato nei liquidi ritardanti è l'idrossido di alluminio, in grado non solo di rilasciare una grande quantità di vapore acqueo, ma anche di assorbire una grande quantità di calore durante il processo endotermico di disidratazione. Lo strato di allumina (Al2O3) che resta a fine processo va poi a formare uno strato protettivo sulla superficie del materiale.

### Dal punto di vista chimico
- Reazioni in fase gassosa: le reazioni chimiche all'interno della fiamma possono essere interrotte dai vapori del liquido ritardante. Liquidi ritardanti che agiscono in questo modo contengono tipicamente degli alogeni, quali il cloro o il bromo generalmente sotto forma di alogenuri alchilici. Non di rado però i vapori che si formano durante l'evaporazione del liquido ritardante e i prodotti chimici che scaturiscono da questa reazione risultano più dannosi delle fiamme stesse.
- Reazione in fase solida: questo tipo di liquidi ritardanti spezza la catena polimerica, facendo sciogliere le sostanze plastiche, che una volta allo stato liquido possono scorrere via evitando di rimanere esposte alla fonte di calore. Questo effetto permette ad alcuni polimeri di superare qualche test di infiammabilità, ma è abbastanza controverso se la formazione di goccioline di plastica fusa rappresenti veramente un miglioramento della sicurezza contro la fiamma.
- Formazione di residuo carbonioso: i ritardanti di fiamma in fase solida sono quelli che causano la formazione di uno strato carbonioso sulla superficie del polimero. Questo strato ha una combustione molto più difficile ed evita la successiva propagazione della fiamma.
- Intumescenti: questi tipi di materiali ritardanti aggiungono sostanze chimiche che provocano un rigonfiamento dietro allo strato protettivo carbonioso, migliorando l'isolamento termico della barriera protettiva. Oltre ad essere aggiunti alle plastiche, sono disponibili come vernici per proteggere edifici in legno o strutture in acciaio.

## Impiego su superfici

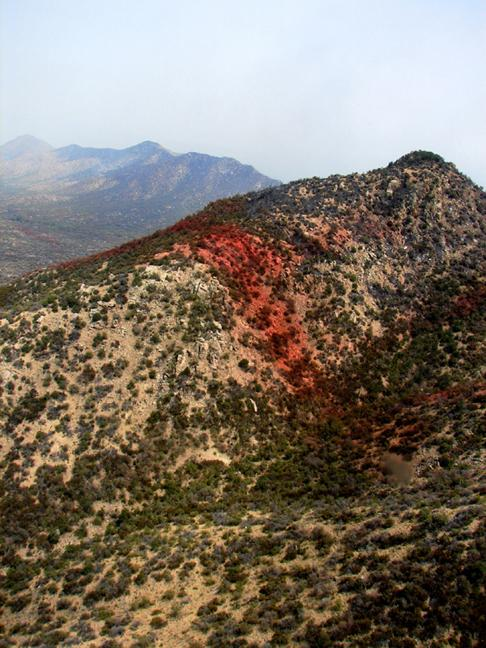
La zona lineare rossa di liquido ritardante depositata su una collina in Arizona (USA). Foto di Dyan Bone dell'U.S. Forest Service

Una possibilità d'impiego di sostanze ritardanti è di utilizzarle per ricoprire una superficie. Un esempio tipico lo si ha con gli alberi di natale: molti alberi, infatti, una volta divenuti secchi possono prendere rapidamente fuoco causando ingenti danni all'abitazione. Lo strato di sostanza ritardante previene un possibile processo di combustione e rallenta l'espandersi delle fiamme qualora queste dovessero comunque svilupparsi.
In modo analogo si proteggono le travi ed i montanti in acciaio utilizzando vernici apposite, che proteggono la struttura da fenomeni di creep causati dalle elevate temperature di un incendio.

## Impiego nella lotta aerea antincendio
I liquidi ritardanti vengono spesso utilizzati per contrastare gli incendi boschivi nella lotta aerea antincendio, con particolare frequenza in aree impervie e difficili da raggiungere. Normalmente, il liquido non viene rilasciato direttamente sulle fiamme come avviene con l'acqua ma viene utilizzato per contenerne l'espandersi, dando così più tempo, alle squadre di intervento, per attuare misure di contenimento dell'incendio.
Sebbene i liquidi ritardanti non siano considerati tossici, a tutt'oggi ci sono poche informazioni sui loro effetti a lungo termine. Uno dei liquidi ritardanti più comuni utilizzato è il Phos-Chek.
Normalmente i liquidi ritardanti utilizzati negli incendi boschivi vengono diluiti in acqua. Per renderli più facilmente riconoscibili, e per evidenziare le zone su cui si è già intervenuto, si aggiunge del colorante rosso. Da qualche tempo esistono anche liquidi ritardanti in forma di gel, riconoscibili dalla differente colorazione rispetto al rosso tipicamente utilizzato.